# Silene ovalifolia
Silene ovalifolia là loài thực vật có hoa thuộc họ Cẩm chướng. Loài này được (Regel & Schmalh.) Melzh. miêu tả khoa học đầu tiên năm 1988.